# Parlement de la Convention
Le Parlement de la Convention  (25 avril 1660 – 29 décembre 1660) a succédé en Angleterre au Long Parlement lequel a voté pour sa propre dissolution le 16 mars 1660. Élu comme parlement libre, c’est-à-dire sans serment d’allégeance au Commonwealth ou à la monarchie, ses membres furent toutefois majoritairement royalistes. Il se réunit pour la première fois le 25 avril 1660.
Après la réception de la Déclaration de Bréda, le Parlement proclama le 8 mai Charles II monarque légitime à compter de la mort de Charles Ier en janvier 1649. Le Parlement de la Convention a ensuite procédé aux actes préparatoires nécessaires au règlement de restauration.
Le Parlement de la Convention est dissous par Charles II le 29 décembre 1660. Le parlement qui lui succéda fut élu en mai 1661 et s’est appelé le Parlement cavalier. Il a entrepris à la fois le démantèlement systématique de toutes les législations et institutions qui avaient été introduites pendant l’interrègne et la confirmation des actes du Parlement de la Convention.

## Source
- (en) Cet article est partiellement ou en totalité issu de l’article de Wikipédia en anglais intitulé « Convention Parliament (1660) » (voir la liste des auteurs).